# 김용덕 (가수)
김용덕(1985년 8월 2일 ~ )은 대한민국의 아프리카TV BJ, 유튜버다.

## 방송
- 오빠시대 (2023) - Top32

## 음반
- 이제 그만 (2022)
- 집 앞으로 갈게 (2023)
- MBN '오빠시대' 3회 - 2라운드 part.A (2023)
- 사랑에 끝이 있다면 (2023)

## 수상
- CBS 창작 복음성가제 대상 (2010)